# Gadila platystoma
Gadila platystoma är en blötdjursart som beskrevs av Henry Augustus Pilsbry och Sharp 1898. Gadila platystoma ingår i släktet Gadila och familjen Gadilidae. Inga underarter finns listade i Catalogue of Life.